# Markgräfliches Palais

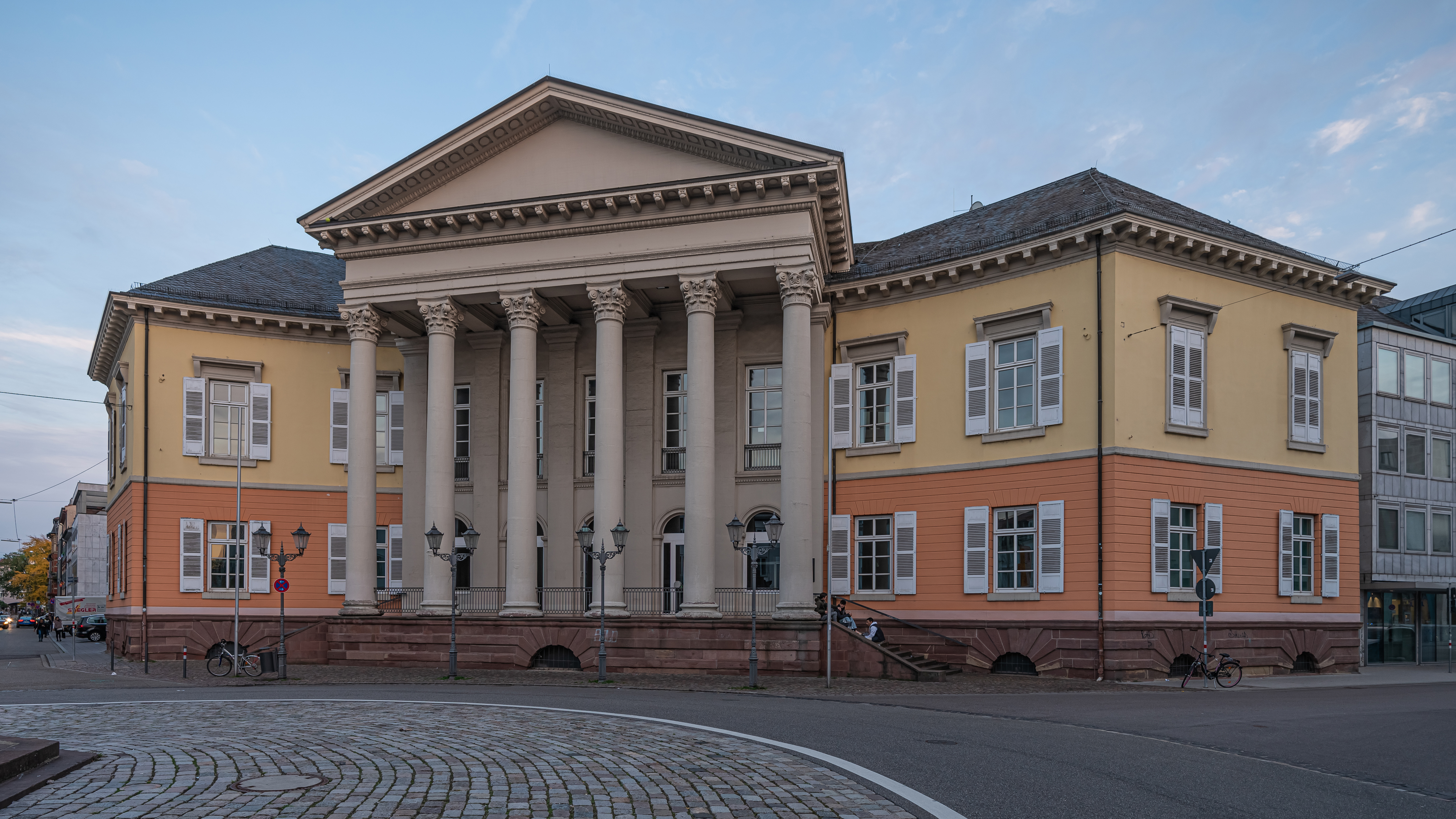
Das Markgräfliche Palais am Rondellplatz

Das Markgräfliche Palais, ursprünglich Markgräflich-Hochbergsches Palais, ist ein vom badischen Hofarchitekten Friedrich Weinbrenner errichtetes Gebäude am Rondellplatz in Karlsruhe.

## Geschichte
Das Markgräfliche Palais in der Karl-Friedrich-Straße 23 ist ein Gebäude nach einem Entwurf des Architekten Friedrich Weinbrenner und wurde in den Jahren 1803 bis 1814 erbaut. Der damalige Großherzog Karl Friedrich ließ das Gebäude für die Söhne seiner zweiten Gattin, der Reichsgräfin Luise Karoline von Hochberg, erbauen. Im rückwärtigen Bereich des Palais befand sich ein Lustgarten mit einer an Andrea Palladio erinnernden Architektur. Dieses Gebäude wurde 1902 abgerissen.
Vor dem Palais  steht die Verfassungssäule, die in den Jahren 1823/24 errichtet wurde und ein Entwurf Friederich Weinbrenners war. Das Bauwerk steht an der Via Triumphalis genannten Zentralachse, die vom Schloss Karlsruhe bis zum Ettlinger Tor hin reicht.
Während des Zweiten Weltkrieges wurde das Gebäude durch Luftangriffe im Jahre 1942 weitgehend zerstört. 1960 wurden die Überreste abgebrochen, im Jahr 1963 wurde es jedoch unter teilweiser Verwendung der klassizistischen Fassade wiederhergestellt.
Das Gebäude wird heute von der Karlsruher BBBank eG genutzt.